# 芝原用水 (埼玉県)

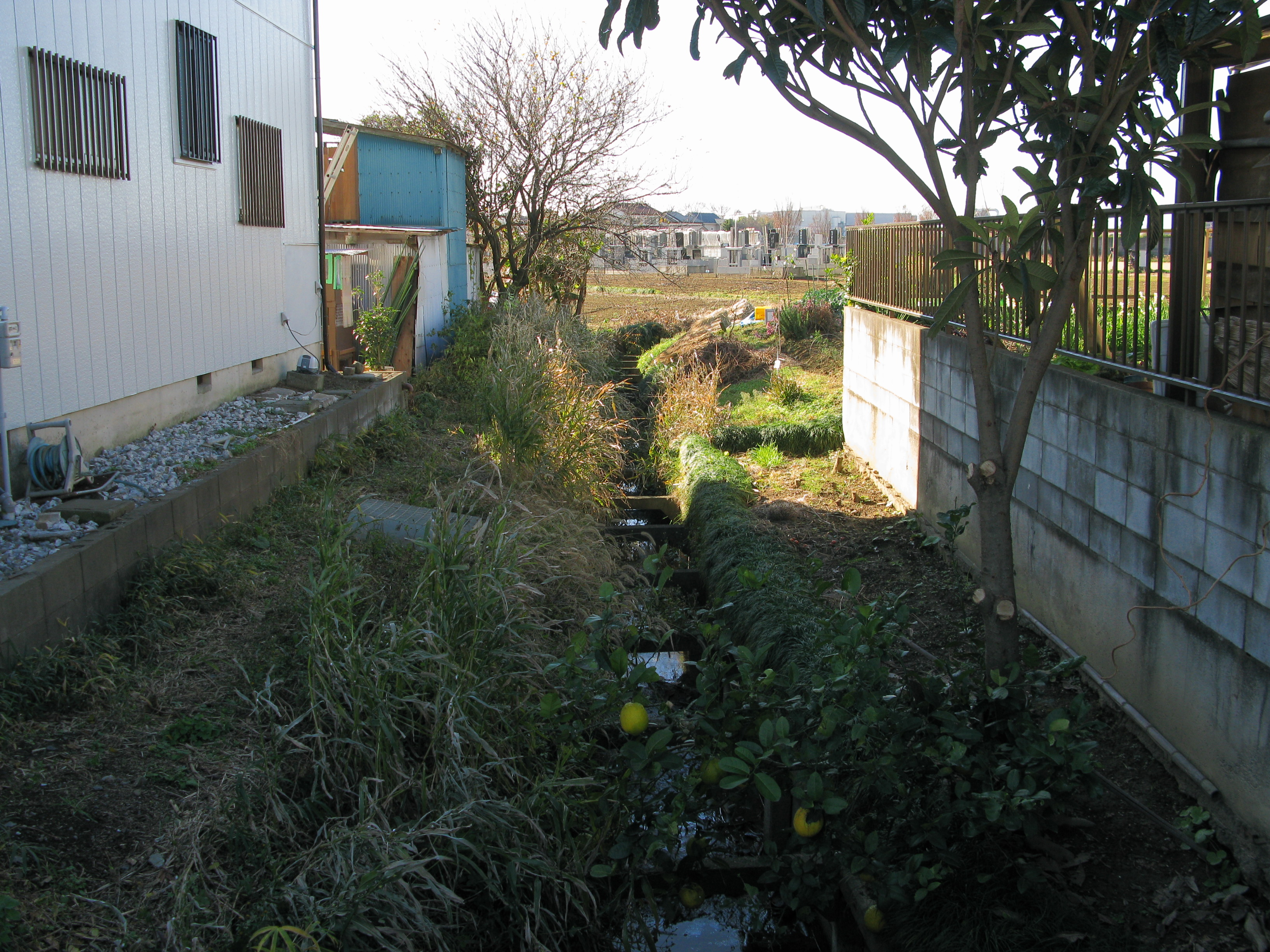
起点（善徳寺圦）付近

芝原用水（しばはらようすい）は、埼玉県久喜市を流れる農業用水路である。

## 概要
この芝原用水は主として久喜市を灌漑している農業用水路である。流域周辺は集落の他、水田や梨畑などの農地である。西方には磯沼落が並行し流下しており、芝原用水と磯沼落との間には東北自動車道が通過している。詳細な流路に関しては下記の流路節を参照されたい。

## 流路
- 水源：新川用水
- 起点：埼玉県久喜市江面
- 江面の善徳寺の北方にて新川用水の右岸（南西側）に所在する善徳寺圦より分水し、江面を西南西に向かい流下する。
- 善徳寺の北側・西側に沿い流下し、善徳寺西側の市道の東側に沿い、南へと流下する。周辺は水田や梨畑などの農地、集落などとなっている。
- 途中、それまでの市道の東側伝いより西側伝いに変わり、おおかた南へと流下する。

## 橋梁
- （水と緑のふれあいロード）
- （市道）

名前の付いた橋は存在しない。

## 周辺の施設
- 善徳寺
- 東北自動車道
- 久喜インターチェンジ